# Wingersheim les Quatre Bans
Wingersheim les Quatre Bans est, depuis le 1er janvier 2016, une commune nouvelle française située dans la circonscription administrative du Bas-Rhin et, depuis le 1er janvier 2021, dans le territoire de la Collectivité européenne d'Alsace, en région Grand Est. Elle est issue du regroupement des quatre communes de Hohatzenheim, Gingsheim, Mittelhausen et Wingersheim.
Cette commune se trouve dans la région historique et culturelle d'Alsace.
La création de la nouvelle commune entraîne la transformation des quatre anciennes communes en « communes déléguées », dont la création a été entérinée par arrêté du 15 décembre 2015.

## Géographie
| Hohfrankenheim | Waltenheim-sur-Zorn         | Mommenheim Krautwiller |
| Duntzenheim    | Wingersheim les Quatre Bans | Donnenheim Bilwisheim  |
| Gougenheim     | Berstett                    | Mittelschaeffolsheim   |

### Hydrographie

#### Réseau hydrographique
La commune est dans le bassin versant du Rhin au sein du bassin Rhin-Meuse. Elle est drainée par le canal de la Marne au Rhin, la Zorn, le ruisseau le Muhlbach, le ruisseau le Rohrbach, le ruisseau d'Affolsheim et le ruisseau le Gingsheimerbaechel,.
Le canal de la Marne au Rhin, d'une longueur totale de 314 km, et 178 écluses à l'origine, relie la Marne (à Vitry-le-François) au Rhin (à Strasbourg). Par le canal latéral de la Marne, il est connecté au réseau navigable de la Seine vers l'Île-de-France et la Normandie.
La Zorn, d'une longueur totale de 96,7 km, prend sa source dans la commune de Walscheid et se jette  dans le canal de la Marne au Rhin à Rohrwiller, après avoir traversé 34 communes. Les caractéristiques hydrologiques de la Zorn sont données par la station hydrologique située sur la commune de Mommenheim. Le débit moyen mensuel est de 5,36 m3/s. Le débit moyen journalier maximum est de 143 m3/s, atteint lors de la crue du 26 mai 1983. Le débit instantané maximal est quant à lui de 132 m3/s, atteint le 18 mai 2024.

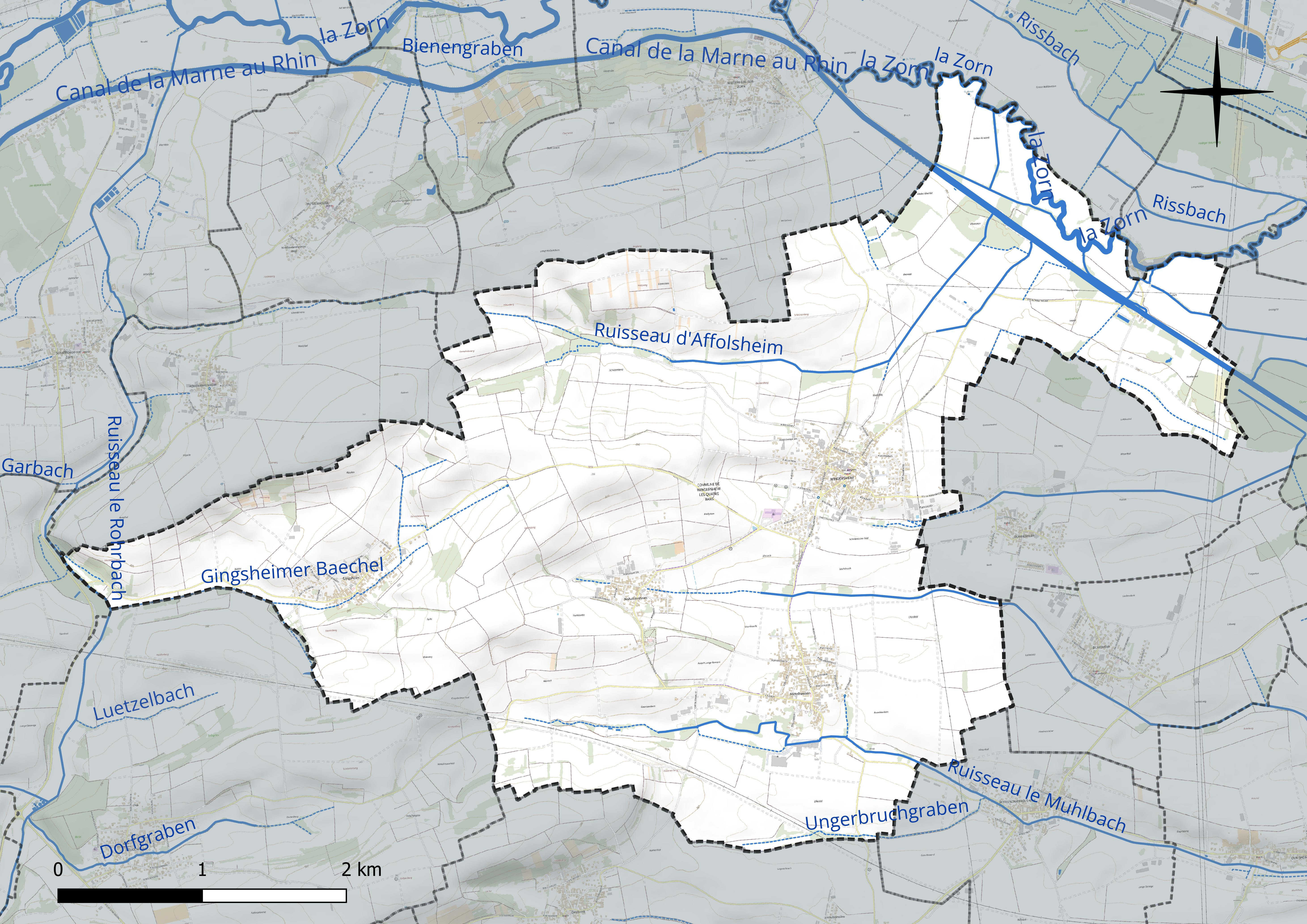
Réseau hydrographique de Wingersheim les Quatre Bans.

Le Muhlbach, d'une longueur de 11 km, prend sa source dans la commune  et se jette  dans le Landgraben à Vendenheim, après avoir traversé cinq communes.
Le Rohrbach, d'une longueur de 18 km, prend sa source dans la commune de Wolschheim et se jette  dans la canal de la Marne au Rhin à Hochfelden, après avoir traversé douze communes.

#### Gestion et qualité des eaux
Le territoire communal est couvert par le schéma d'aménagement et de gestion des eaux (SAGE) « Ill Nappe Rhin ». Ce document de planification concerne la nappe phréatique rhénane, les cours d'eau de la plaine d'Alsace et du piémont oriental du Sundgau, les canaux situés entre l'Ill et le Rhin et les zones humides de la plaine d'Alsace. Le périmètre s’étend sur 3 596 km2. Il a été approuvé le 17 janvier 2005. La structure porteuse de l'élaboration et de la mise en œuvre est la région Grand Est.
La qualité des cours d’eau peut être consultée sur un site dédié géré par les agences de l’eau et l’Agence française pour la biodiversité.

### Climat
Pour des articles plus généraux, voir Climat du Grand Est et Climat du Bas-Rhin.
En 2010, le climat de la commune est de type climat des marges montargnardes, selon une étude du Centre national de la recherche scientifique s'appuyant sur une série de données couvrant la période 1971-2000. En 2020, Météo-France publie une typologie des climats de la France métropolitaine dans laquelle la commune est exposée à un climat semi-continental et est dans la région climatique Vosges, caractérisée par une pluviométrie très élevée (1 500 à 2 000 mm/an) en toutes saisons et un hiver rude (moins de 1 °C).
Pour la période 1971-2000, la température annuelle moyenne est de 10,4 °C, avec une amplitude thermique annuelle de 17,6 °C. Le cumul annuel moyen de précipitations est de 723 mm, avec 9,6 jours de précipitations en janvier et 10,3 jours en juillet. Pour la période 1991-2020, la température moyenne annuelle observée sur la station météorologique de Météo-France la plus proche, « Waltenheim-sur-zorn », sur la commune de Waltenheim-sur-Zorn à 3 km à vol d'oiseau, est de 11,3 °C et le cumul annuel moyen de précipitations est de 652,2 mm. 
La température maximale relevée sur cette station est de 38 °C, atteinte le 7 août 2015 ; la température minimale est de −14,9 °C, atteinte le 20 décembre 2009,,.
| Mois                                  | jan.           | fév.           | mars           | avril         | mai           | juin          | jui.          | août         | sep.          | oct.          | nov.          | déc.           | année      |
| ------------------------------------- | -------------- | -------------- | -------------- | ------------- | ------------- | ------------- | ------------- | ------------ | ------------- | ------------- | ------------- | -------------- | ---------- |
| Température minimale moyenne (°C)     | 0              | 0,3            | 3              | 6,9           | 10,2          | 13,8          | 15,5          | 14,8         | 11,5          | 8             | 3,9           | 0,9            | 7,4        |
| Température moyenne (°C)              | 2,3            | 3,1            | 6,8            | 11,7          | 15            | 18,7          | 20,7          | 19,7         | 16,2          | 11,5          | 6,3           | 3,1            | 11,3       |
| Température maximale moyenne (°C)     | 4,5            | 5,8            | 10,6           | 16,4          | 19,7          | 23,7          | 25,9          | 24,7         | 20,9          | 15,1          | 8,7           | 5,2            | 15,1       |
| Record de froid (°C) date du record   | −11,9 11.01.09 | −14,1 05.02.12 | −12,1 01.03.05 | −3,1 04.04.22 | 0,4 05.05.19  | 5,2 08.06.05  | 8,6 02.07.11  | 7,6 30.08.09 | 3,7 27.09.10  | −3,7 29.10.12 | −5,5 30.11.10 | −14,9 20.12.09 | −14,9 2009 |
| Record de chaleur (°C) date du record | 16,4 01.01.23  | 19,4 25.02.21  | 24,4 31.03.21  | 29 28.04.12   | 32,5 29.05.17 | 36,6 30.06.19 | 37,5 25.07.19 | 38 07.08.15  | 32,2 15.09.20 | 29,4 13.10.23 | 21,2 02.11.20 | 18,1 31.12.22  | 38 2015    |
| Précipitations (mm)                   | 42,5           | 41,5           | 43,2           | 41,5          | 80            | 66,9          | 60,4          | 72,5         | 43,8          | 56,7          | 47,6          | 55,6           | 652,2      |

| Diagramme climatique                                  |            |           |             |            |              |              |              |              |           |            |            |
| J                                                     | F          | M         | A           | M          | J            | J            | A            | S            | O         | N          | D          |
| 4,5042,5                                              | 5,80,341,5 | 10,6343,2 | 16,46,941,5 | 19,710,280 | 23,713,866,9 | 25,915,560,4 | 24,714,872,5 | 20,911,543,8 | 15,1856,7 | 8,73,947,6 | 5,20,955,6 |
| Moyennes : • Temp. maxi et mini °C • Précipitation mm |            |           |             |            |              |              |              |              |           |            |            |

Les paramètres climatiques de la commune ont été estimés pour le milieu du siècle (2041-2070) selon différents scénarios d'émission de gaz à effet de serre à partir des nouvelles projections climatiques de référence DRIAS-2020. Ils sont consultables sur un site dédié publié par Météo-France en novembre 2022.

## Urbanisme

### Typologie
Au 1er janvier 2024, Wingersheim les Quatre Bans est catégorisée commune rurale à habitat dispersé, selon la nouvelle grille communale de densité à sept niveaux définie par l'Insee en 2022.
Elle appartient à l'unité urbaine de Wingersheim les Quatre Bans, une agglomération intra-départementale regroupant trois  communes, dont elle est ville-centre,,. Par ailleurs la commune fait partie de l'aire d'attraction de Strasbourg (partie française), dont elle est une commune de la couronne,. Cette aire, qui regroupe 268 communes, est catégorisée dans les aires de 700 000 habitants ou plus (hors Paris),.

## Politique et administration
| Période        | Période                       | Identité        | Étiquette | Qualité |
| -------------- | ----------------------------- | --------------- | --------- | --- |
| 7 janvier 2016 | 26 mai 2020                   | Mireille Goehry | DVD       | Responsable administrative Vice-présidente de la CC du pays de la Zorn Maire déléguée de Mittelhausen (2016 → )         |
| 26 mai 2020    | En cours (au 19 janvier 2021) | Bernard Freund  | DVD       | Attaché territorial retraité Président de la CC du pays de la Zorn (2014 → ) Maire délégué de Wingersheim (2016 → 2020) |

## Démographie
| Nom                 | Code Insee | Intercommunalité      | Superficie (km2) | Population (dernière pop. légale) | Densité (hab./km2) |
| ------------------- | ---------- | --------------------- | ---------------- | --------------------------------- | ------------------ |
| Wingersheim (siège) | 67539      | CC du Pays de la Zorn | 8,00             | 1 173 (2013)                      | 147                |
| Hohatzenheim        | 67207      | CC du Pays de la Zorn | 2,00             | 207 (2013)                        | 104                |
| Gingsheim           | 67158      | CC du Pays de la Zorn | 3,71             | 334 (2013)                        | 90                 |
| Mittelhausen        | 67297      | CC du Pays de la Zorn | 4,81             | 551 (2013)                        | 115                |

## Culture locale et patrimoine

### Lieux et monuments
- Église Saint-Pierre-et-Paul d'Hohatzenheim.

### Personnalités liées à la commune
- Jean Loyson, né en 1643 à Kirrwiller d'une famille de marchands de sel de la région de Château-Salins / Écoutète (Schultheiss) de la communauté villageoise en 1671 / Économe du chapitre des chanoines de Neuwiller-lès-Saverne / par lettres patentes du 15 juillet 1697, pourvu de la charge de procureur du roi Louis XIV près du Grand-Bailliage de Haguenau. Décédé le 12 mai 1706 à l'âge de 63 ans et inhumé à Wingersheim (plaque funéraire sur un mur de la tour du clocher).

Le corps du défunt était inhumé sous une dalle portant le numéro 1, à l’intérieur de l'église, devant le chœur, entre les deux autels latéraux. Pour avoir eu le privilège d’être inhumé dans l’église, Jean Loyson en était certainement un bienfaiteur. L'épitaphe en allemand archaïque du début du xviiie siècle peut se résumer ainsi : « 12 ans, procurateur du Grand-Bailliage de Haguenau / 20 ans, économe de la collégiale de Neuwiller / 30 ans, Schultheiss de Wingersheim ; Anna Schott sa veuve, père Nicolas Loyson de la société de Jésus (jésuite), Laurent avocat à la cour de Colmar, Christian et Salomé enfants mineurs avec Laurent Loyson, Marie et Marguerite moniales à Sainte-Marguerite Strasbourg, pierre érigée en l'honneur de leur père bien-aimé ».
- Alain Bashung a passé les premières années de sa jeunesse dans la ferme dite « 's Baschungs » chez sa grand-mère adoptive (côté paternel) Élisabeth Battenstein, née le 26 mars 1897 à Düsseldorf.
- Wilhelm II von Mittelhausen, homme de confiance de Louis IV de Lichtenberg. Autour de l'année 1420, Ludwig IV (Louis IV) de Lichtenberg confia le Bbilliage de Westhoffen-Balbronn à Wilhelm II von Mittelhausen. Ce bailliage comprenait les villages de Balbronn, Westhoffen, Wolschheim, Allenwiller, Hengwiller, Furchhausen, Winzenheim, Irmstett et les moitiés de Traenheim et Hürtigheim. En 1425, Wilhelm II épousa Margareta, une fille naturelle de Louis IV avec en dot la moitié du village de Buswiller. Quatre années plus tard, avant de mourir, Louis IV lui confia également la garde du château d'Ingenheim.

Après la mort de Louis IV et quelque cinq années de régence, Jacques de Lichtenberg (on l'appela plus tard Jacques le Barbu), fils légitime de Louis IV, succéda à son père et retira sa confiance à son beau-frère. Wilhelm II avait probablement choisi le mauvais camp lors du conflit qui opposait les Lichtenberg et leurs alliés de La Petite-Pierre aux Leiningen (Linange) et aux Ochsenstein au milieu du xve siècle. Toujours est-il que la moitié de Buswiller échappa à Wilhelm II en 1452.
Vingt ans plus tard, Wilhelm II décéda et fut inhumé à l'intérieur de son église paroissiale de Hohatzenheim, devant l'autel de saint Antoine (aujourd'hui emplacement de la Vierge douloureuse). Sa dalle funéraire a depuis été déplacée et fixée à un mur extérieur de la sacristie. L'épitaphe encore lisible de nos jours est rédigée ainsi :
« Anno D MCCCCLXXII
Am XII Dez Ap(pril) starb der
eren Vest Wilhelm von
Mittelhausen dem God gnäd'
und barmherzig sey Amen »
Traduction :
« En l'an du Seigneur 1472,
le 12 du mois d'avril, mourut le
très honorable Wilhelm von
Mittelhausen. Que Dieu lui accorde grâce
et miséricorde. Ainsi soit-il. »
- Georges Mittelhus, imprimeur de la fin du xve siècle.
- Louis Chrétien Kampmann, fabricant de chapeaux de paille. Né à Mittelhausen le 22 juin 1810, Louis Chrétien était le fils de Kampmann Jean Frédéric, chirurgien à Mittelhausen, et de Kaltenbach Catherine Elisabeth. Commis-négociant au moment de son mariage en 1835 avec Sophie Frédérique Amélie Doldé, Louis Chrétien créa en 1838 une manufacture de chapeaux de paille à Strasbourg. Après plusieurs années de tâtonnements, son entreprise connut le succès et en 1867, il employait 1 650 personnes dans de petits ateliers dispersés dans les faubourgs de Strasbourg (au Neudorf et au Neuhof), à Hochfelden, Brumath, Dalhunden et à Wingersheim (village voisin de son lieu de naissance) où il répondait à l'appel du curé Jakob Kleiber soucieux de fournir du travail aux plus démunis. Sa production annuelle se montait alors à un demi-million de chapeaux de paille dits « de Panama ».

La matière première de ses chapeaux provenait d'un genre de palmier appelé latanier. Cet arbre d'Amérique centrale pouvant atteindre 10 à 15 mètres de haut fournissait feuilles et fibres textiles qui étaient importées mais, pour faire des économies, on pouvait incorporer de la paille de blé à cette matière première. Après avoir également mené de front une intéressante carrière politique, Louis Chrétien Kampmann décédait à Strasbourg le 11 avril 1893. Son fils Alfred Léon qui lui avait succédé bien avant, opta pour la France en 1871 et installa le siège de son entreprise à Épinal.
- Christophe-Guillaume Koch, professeur d'université, juriste, historien. Né le 9 mai 1737 à Bouxwiller, mort le 25 octobre 1813 à Strasbourg